# Runcina dorcae
Runcina dorcae is een slakkensoort uit de familie van de Runcinidae. De wetenschappelijke naam van de soort werd voor het eerst geldig gepubliceerd in 2007 door Ortea, Moro & Espinosa.